# Hermersdorf (Vestenbergsgreuth)
Hermersdorf ist ein Gemeindeteil des Marktes Vestenbergsgreuth im Landkreis Erlangen-Höchstadt (Mittelfranken, Bayern). Hermersdorf liegt in der Gemarkung Vestenbergsgreuth.

## Geografie
Das Dorf liegt an der Kleinen Weisach und am Sachselbach und Galgengraben, die beide beim Ort als rechte Zuflüsse in die Kleine Weisach münden. Der Ort ist unmittelbar von Acker- und Grünland mit vereinzeltem Baumbestand umgeben. Im Süden befindet sich ein größeres zusammenhängendes Waldgebiet, einzelne Parzellen sind Sixtenholz und Drei Brüder.
Die Kreisstraße ERH 20/NEA 3 verläuft nach Uehlfeld zur Bundesstraße 470 (4,5 km südöstlich) bzw. zur Kreisstraße ERH 18 (0,1 km nördlich) zwischen Dutendorf und Frimmersdorf. Gemeindeverbindungsstraßen führen nach Vestenbergsgreuth zur Kreisstraße ERH 21 (0,8 km südwestlich) und nach Weickersdorf (1 km östlich).

## Geschichte
Der Ort gehörte zum Rittergut Vestenbergsgreuth, dessen Schlossherren seit 1756 die Nürnberger Patrizier Holzschuher waren und das dem Ritterkanton Steigerwald zugehörig war. Das bambergische Centamt Höchstadt hatte die Dorf- und Gemeindeherrschaft inne.
Im Rahmen des Gemeindeedikts wurde Hermersdorf dem 1808 gebildeten Steuerdistrikt Breitenlohe zugewiesen, 1810 dann dem neu gebildeten Steuerdistrikt Dutendorf. 1818 wurde die Ruralgemeinde Vestenbergsgreuth gebildet, zu der der Ort gehörte.

### Einwohnerentwicklung
| Jahr      | 001819 | 001861 | 001871 | 001885 | 001900 | 001925 | 001950 | 001961 | 001970 | 001987 | 002020 |
| Einwohner | 53     | 74     | 77     | 63     | 78     | 63     | 74     | 57     | 59     | 41     | 38     |
| Häuser    |        |        |        | 12     | 14     | 12     | 12     | 14     |        | 12     |        |
| Quelle    | [ 8 ]  | [ 9 ]  | [ 10 ] | [ 11 ] | [ 12 ] | [ 13 ] | [ 14 ] | [ 15 ] | [ 16 ] | [ 17 ] | [ 1 ]  |

## Religion
Der Ort ist seit der Reformation evangelisch-lutherisch geprägt und nach St. Roswinda (Schornweisach) gepfarrt. Die Einwohner römisch-katholischer Konfession sind nach Kreuzerhöhung (Breitenlohe) gepfarrt.